# 指定都市市長会

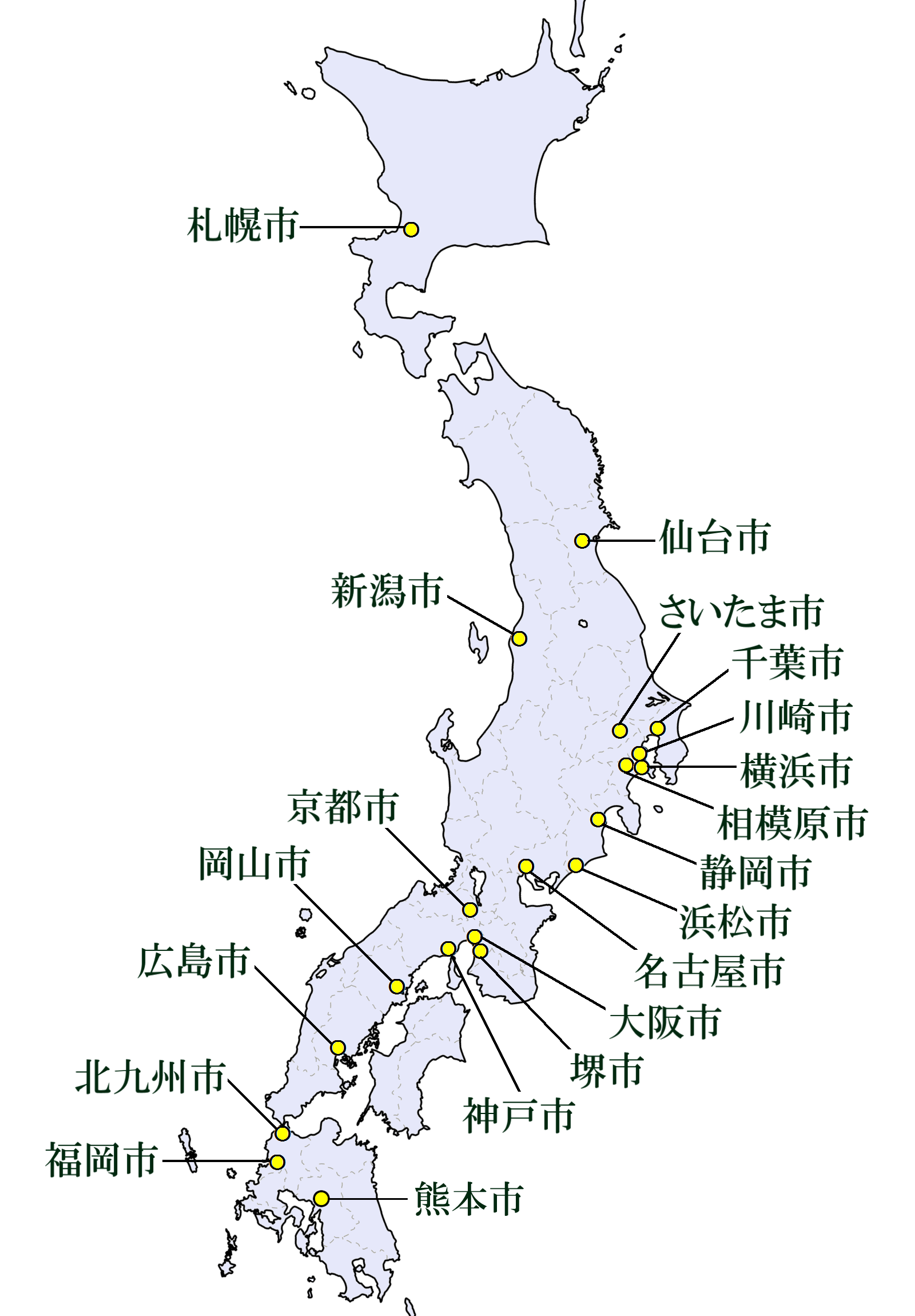
全国の政令指定都市

指定都市市長会（していとししちょうかい）は、日本の政令指定都市相互の緊密な連携により調査・研究、関係機関への要望活動等を通して、政令指定都市行財政の円滑な運営及び進展を図る事により、地方分権の推進に努める事を目的として設立された。本部事務局は東京都千代田区に設置されている。

## 事務局
- 東京都千代田区日比谷公園1番3号 市政会館6階

## 体制

### 部会
平成22年度より、それぞれ下記の部会が設置されている。
- 地域主権推進部会
- 大都市制度検討部会
- 市民生活・都市活力部会
- 経済・雇用部会 - 平成24年2月新設
- 災害復興部会 - 平成24年2月新設

### 特命担当
平成24年2月より、それぞれ下記の特命担当が設置されている。
- 国会議員の会担当（浜松市長）
- 中核市・特例市連携担当（新潟市長）

## 沿革
- 1948年（昭和23年）1月 五大市共同事務所（横浜市、名古屋市、京都市、大阪市、神戸市）を設置。
- 1963年（昭和38年）10月 同年4月に北九州市が指定都市となったことから、「政令指定都市事務局」へ名称変更。以後、札幌市・川崎市・福岡市、広島市、仙台市、千葉市、さいたま市の順に事務局へ加入。
- 2003年（平成15年）12月21日 上記13市の市長により指定都市市長会発足。
- 2005年（平成17年）
  - 4月1日 静岡市の政令指定都市化に伴い、静岡市長が、指定都市市長会に加わる（14市）。
  - 5月25日 日本平ホテル（静岡市清水区）で、「指定都市市長会議 in 静岡」を開催。
- 2006年（平成18年）
  - 4月1日 堺市の政令指定都市化に伴い、堺市長が、指定都市市長会に加わる（15市）。
  - 5月29日 リーガロイヤルホテル堺（堺市堺区）で、「指定都市市長会議 in 堺」を開催。
- 2007年（平成19年）
  - 4月1日 新潟市、浜松市の政令指定都市化に伴い、新潟市長・浜松市長が、指定都市市長会に加わる（17市）。
  - 5月29日 ホテルオークラ新潟（新潟市中央区）で、「指定都市市長会議 in 新潟」を開催。
- 2008年（平成20年）5月12日 オークラアクトシティホテル浜松（浜松市中区［現・中央区］）で、「指定都市市長会議 in 浜松」を開催。
- 2009年（平成21年）
  - 4月1日 岡山市の政令指定都市化に伴い、岡山市長が、指定都市市長会に加わる（18市）。
  - 5月13日 ホテルオークラ岡山（岡山市中区）で、「指定都市市長会議 in 岡山」を開催。
  - 12月25日 市長会発足後初となる会長選選挙が行われ、神戸市の矢田市長に10票、名古屋市の河村市長に8票となり、矢田市長が再度会長となる（2010年4月1日から2年間）。

2009年12月25日に行われた会長選の立候補者
| 当落 | 立候補者   | 役職       | 票数 | 推薦人                                                                        |
| ---- | ---------- | ---------- | ---- | ----------------------------------------------------------------------------- |
| 当   | 矢田立郎   | 神戸市長   | 10票 | 札幌市長、川崎市長、京都市長、大阪市長、広島市長 （大阪市長以外は全て副会長） |
|      | 河村たかし | 名古屋市長 | 8票  | 新潟市長、静岡市長、浜松市長、岡山市長                                        |

- 2010年（平成22年）
  - 4月1日 相模原市の政令指定都市化に伴い、相模原市長が、指定都市市長会に加わる（19市）。
  - 5月11日 小田急ホテルセンチュリー相模大野（相模原市南区）で、「指定都市市長会議 in 相模原」を開催。
- 2011年（平成23年）
  - 10月31日 次期会長選選挙が行われ、神戸市の矢田市長が新潟州構想を掲げる新潟市の篠田市長を破り、再度会長となる（2012年4月1日から2年間）。
- 2012年（平成24年）
  - 4月1日 熊本市の政令指定都市化に伴い、熊本市長が、指定都市市長会に加わる（20市）。
  - 5月15日 ホテル日航熊本（熊本市中央区）で、「指定都市市長会議 in 熊本」を開催。
- 2013年（平成25年）
  - 12月16日 次期会長選選挙が行われ、横浜市の林市長が浜松市の鈴木市長を破り、初の女性会長となる（2014年4月1日から2年間）。
- 2021年（令和3年）
  - 9月10日 4期目を務めていた林文子の任期途中での退任に伴い会長補欠選挙が行われ、浜松市の鈴木康友が無投票当選（任期は2022年3月31日まで）[1]。
  - 11月26日 次期会長選選挙が行われ、神戸市の久元喜造が無投票で当選（任期は2022年4月1日から2年間）[2]。

## 歴代会長
| 代 | 氏名 | 氏名     | 役職       | 任期 |
| -- | ---- | -------- | ---------- | --- |
| 1  |      | 松原武久 | 名古屋市長 | 2003年12月21日 - 2009年3月31日 |
| 2  |      | 矢田立郎 | 神戸市長   | 2009年4月1日 - 2010年3月31日（1期目） 2010年4月1日 - 2012年3月31日（2期目） 2012年4月1日 - 2013年11月19日（3期目）                                      |
| － |      | 上田文雄 | 札幌市長   | 2013年11月20日 - 2014年3月31日（会長職務代理） |
| 3  |      | 林文子   | 横浜市長   | 2014年4月1日 - 2016年3月31日（1期目） 2016年4月1日 - 2018年3月31日（2期目） 2018年4月1日 - 2020年3月31日（3期目） 2020年4月1日 - 2021年8月29日（4期目） |
| 4  |      | 鈴木康友 | 浜松市長   | 2021年9月10日 - 2022年3月31日 |
| 5  |      | 久元喜造 | 神戸市長   | 2022年3月31日 - |